# Le Karma yoga ou l'Action dans la vie selon la sagesse hindoue
 (avril 2016).
Si vous disposez d'ouvrages ou d'articles de référence ou si vous connaissez des sites web de qualité traitant du thème abordé ici, merci de compléter l'article en donnant les références utiles à sa vérifiabilité et en les liant à la section « Notes et références ».
Le Karma yoga ou l'Action dans la vie selon la sagesse hindoue est un ouvrage de Constant Kerneïz paru en 1954.

## Chapitres
- L'Activité dans l'univers
- Les différents sens du mot Moi
- Inconscient, Conscient et Subconscient
- La doctrine de l'Un sans Second
- Les deux premiers instruments d'Action
- Adana et Viharana
- Vacana, la pensée discursive
- Utsarga, le 4e instrument d'Action
- Justification du Krya Yoga
- Le Niyama
- Amanda, la Sexualité
- L'émancipation par l'obéissance.